# Burn (groupe)
Pour les articles homonymes, voir Burn.
Burn est un groupe américain de punk hardcore. Après avoir sorti quatre EP sur trois décennies, Burn sort son premier album Do or Die chez Deathwish Inc. en 2017.

## Histoire
Burn sort son premier enregistrement, un EP éponyme, sur Revelation Records en 1990. En 1992, le groupe se sépare, la chanteuse Chaka Malik formant Orange 9mm, le guitariste Gavin Van Vlack participant à Pry, Die 116, et The Big Collapse, et le batteur Alan Cage à Quicksand et Seaweed. Le groupe n'est jamais officiellement dissous, et après une période de concerts, Burn est relancé avec l'arrivée du guitariste Vic DiCara (de 108 et Inside Out), et du bassiste Manny Carrero (de Glassjaw). Fin 2001, Burn sort un nouvel EP sur Equal Vision Records, intitulé Cleanse. En 2002, le groupe sort un enregistrement inédit de 1992 sur Revelation Records intitulé Last Great Sea,, à la suite de la recherche par les fans d'une musique qui circulait parmi les fans à partir d'une démo.
En avril 2016, le groupe annonce la sortie de son quatrième album, From the Ashes. Avec les membres fondateurs Malik et Van Vlack, en plus des nouveaux membres Tyler Krupsky et Abbas Muhammad, Burn sort son premier album complet intitulé Do or Die le 8 septembre 2017, par l'intermédiaire de Deathwish Inc. L'album est produit par Kurt Ballou et masterisé par Howie Weinberg,.

## Discographie

### Albums studio
- 2017 : Do or Die (Deathwish)

### EP
- 1990 : Burn (Revelation)
- 2001 : Cleanse (Equal Vision)
- 2002 : Last Great Sea (Revelation)
- 2016 : From the Ashes (Bridge 9)